# رود گووروخا
رود گووروخا (انگلیسی: Govorukha) یک رودخانه در سرزمین پرم کشور روسیه است.